# Google Blocks
Google Blocks ist eine kostenlose 3D-Grafiksoftware der Google LLC, die komplett in Virtueller Realität bedient wird. Unterstützt werden zurzeit die Head-Mounted Displays HTC Vive und Oculus Rift. Die Anwendung wird über Steam und den Oculus Store vertrieben.

## Funktionsweise
Mit der Anwendung kann der Benutzer in einer virtuellen 3D-Umgebung mithilfe verschiedener Werkzeuge eigene 3D-Objekte und Szenen in einer virtuellen Umgebung erstellen. Hierbei kann man z. B. aus bestimmten vorgefertigten Formen und Farben auswählen und Punkte, Vierecke und Kanten einfach anpassen. Die Anzahl der Polygone ist dabei im Vergleich zu herkömmlicher Desktopsoftware geringer und Texturen oder Beleuchtungen werden ignoriert. Zum Steuern werden die passenden Controller des Head-Mounted Displays verwendet, die eine virtuelle Kombizange steuern. Zurzeit sind die 6 Funktionen verformen und platzieren von 3D-Objekten, zeichnen von Linien, bewegen, bemalen, bearbeiten und löschen verfügbar, die sich über eine Palette auswählen lassen. Des Weiten lassen sich Objekte kopieren und einfügen sowie verkleinern und vergrößern. Das fertige Modell kann im .obj-Dateiformat oder als animierte GIF-Datei exportiert werden. Zudem lassen sich fertige Objekte in der Blocks-Galerie teilen und Objekte von anderen Nutzern importieren und bearbeiten. Zum Betrachten und Bearbeiten wird nicht zwingend ein Head-Mounted Display benötigt.

## Rezeption
Das Programm wird als einfach zu bedienen aber nicht so umfangreich wie vergleichbare Desktopsoftware beschrieben.